# 李永良
李永良（1969年—），广东阳东人，汉族，中华人民共和国政治人物、第十二届全国人民代表大会广东地区代表。
毕业于广东省经济管理干部学院经济管理专业。担任喜之郎集团副总裁。2008年起担任全国人大代表。2013年，担任全国人大代表。